# 吡啶-2-甲酸
吡啶-2-甲酸是一种有机化合物，化学式为C5H4N(CO2H)。它是吡啶2位的氢被羧基取代的物质。
它在Mitsunobu反应和Hammick反应中用作底物。:495ff

## 制备
吡啶-2-甲酸可由2-甲基吡啶的氧化反应制得，氧化剂可选用高锰酸钾等。